# Wybrzeże Słowińskie

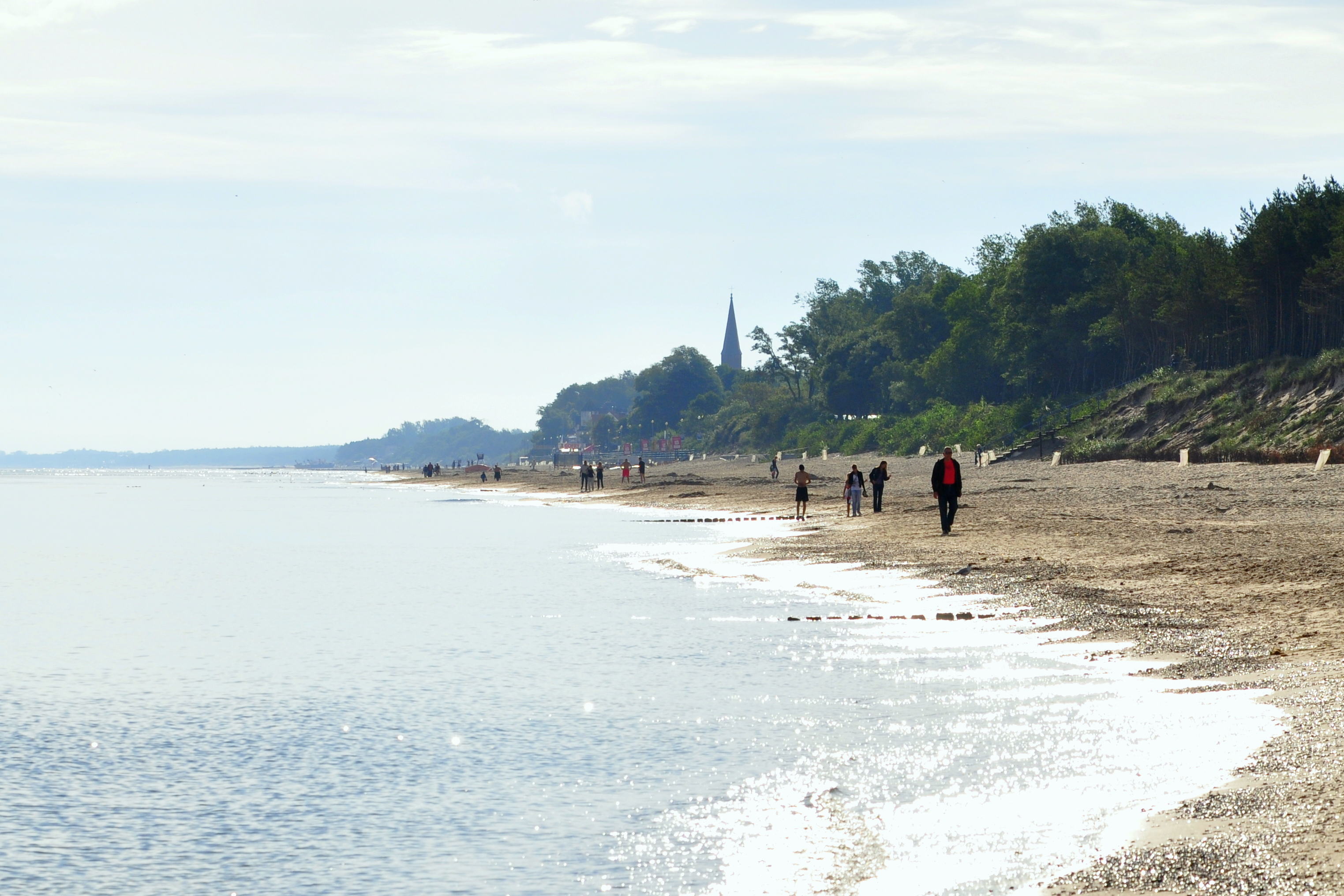
Sarbinowo

Wybrzeże Słowińskie (kaszb. Słowińsczé Ùbrzeżé) (313.41) – mezoregion fizycznogeograficzny, najbardziej wysunięta na północ, nadmorska część Pobrzeża Koszalińskiego, zajmująca powierzchnię 1123 km². Najwyższe wzniesienie to Rowokół (114,8 m n.p.m.). Rozciągnięta od Kołobrzegu na zachodzie po Karwię na wschodzie. Krajobraz to głównie nadmorskie wydmy, bagna i jeziora (np. Łebsko). Region słabo zaludniony, większe miasta – Kołobrzeg, Łeba, Ustka, Darłowo. Na terenie wybrzeża Słowińskiego leży Słowiński Park Narodowy.